# トーセンダンス
競走馬におけるトーセンダンスとは、
1. 日本の、1995年3月23日生まれの競走馬。父ダンスホール、母スイートシルビー（母父モガミ）。稗田研二厩舎に所属し、通算成績は6戦0勝だが2着が一回あり、総賞金は277万円と2より賞金を稼いでいる。また、2と馬主が同じである[1]。
2. 日本の、2002年生まれの競走馬、種牡馬。本項にて記述。

トーセンダンス（Tosen Dance、2002年5月5日 - 不明）は日本と競走馬、種牡馬。2002年のセレクトセールにて3億3500万円という当歳馬（0歳馬）としては当時の世界最高落札価格が付けられた。

## デビュー前
2002年、北海道千歳市の社台ファームで生まれる。同じ社台ファームの同期生には秋華賞を制したエアメサイア、中山大障害を制したマルカラスカル、シンガポール航空インターナショナルカップを制したシャドウゲイトや重賞馬のアグネスジェダイ、デアリングハートなどがいる。
7月、セレクトセールに上場され、全兄姉にGI馬がいる血統のよさから3億3500万円（税込3億5175万円）で島川隆哉が落札した。このセリ市にはウインドインハーヘアの2002（のちのディープインパクト）も上場され7000万円で金子真人に落札されている。
2003年、1歳時に腰椎を骨折する。

## 競走馬時代
2005年4月3日、デビュー戦となった中山競馬場での3歳未勝利戦（芝1800メートル）では、後藤浩輝が騎乗し単勝4番人気の評価だったが、スタートで出遅れて最後の直線でも伸びず、シャドウゲイトに逃げ切られ12着に終わった。1戦0勝という成績を残し、6月15日付けでJRAの競走馬登録を抹消されて引退した。

## 競走成績
以下の内容は、netkeiba.comおよびJBISサーチに基づく。
| 年月日 | 年月日 | 年月日 | 競馬場 | 競走名    | 格 | 頭数 | 枠番 | 馬番 | オッズ （人気） | 着順 | 騎手     | 斤量 | 距離（馬場）  | タイム （上り3F） | タイム 差 | 勝ち馬/（2着馬） |
| 2005.  | 4.     | 16     | 中山   | 3歳未勝利 |    | 14   | 7    | 11   | 6.2（4人）      | 12着 | 後藤浩輝 | 56   | 芝1800m（良） | 1:53.0 (36.6)     | 2.9       | シャドウゲイト   |

## 種牡馬時代
2006年よりレックススタッドにて種牡馬となる。初年度の種付け料は受胎後30万円、産駒誕生後50万円で設定された。初年度産駒から紫苑ステークスを勝ち、福島記念で2着となったディアアレトゥーサを出し、3年目産駒からは菊花賞で3着となったユウキソルジャーを出した。2013年よりエスティファームへ移動、2015年8月1日付で用途変更となり、種牡馬を引退したものの消息不明。

### 主な産駒
- 2007年産
  - ディアアレトゥーサ（紫苑ステークス）[9]
  - ビービースカット（東京ジャンプステークス2着）[10]
- 2008年産
  - シービスティー（鎌倉記念2着）[11]
- 2009年産
  - ユウキソルジャー（菊花賞3着）[12]
- 2011年産
  - トーセンシルエット（函館2歳ステークス3着）[13]

### 母の父として主な産駒
- フォークローバー（2020年、2021年佐賀オータムスプリント）父トーセンブライト
- トーセンブル（2021年六甲盃、2022年オグリキャップ記念）父トーセンブライト
- セシール（2020年OROオータムティアラ、2020年イーハトーブマイル）父トーセンジョーダン

## 血統表
| トーセンダンスの血統                               | トーセンダンスの血統                                                       | トーセンダンスの血統                                                       | （血統表の出典）                                                           | （血統表の出典） |
| 父系                                               | ヘイロー系（サンデーサイレンス系）                                         | ヘイロー系（サンデーサイレンス系）                                         | ヘイロー系（サンデーサイレンス系）                                         | [ § 2 ]          |
| 父 * サンデーサイレンス Sunday Silence 1986 青鹿毛 | 父の父Halo 1969 黒鹿毛                                                     | Hail to Reason                                                             | Turn-to                                                                    | Turn-to          |
| 父 * サンデーサイレンス Sunday Silence 1986 青鹿毛 | 父の父Halo 1969 黒鹿毛                                                     | Hail to Reason                                                             | Nothirdchance                                                              |                  |
| 父 * サンデーサイレンス Sunday Silence 1986 青鹿毛 | 父の父Halo 1969 黒鹿毛                                                     | Cosmah                                                                     | Cosmic Bomb                                                                | Cosmic Bomb      |
| 父 * サンデーサイレンス Sunday Silence 1986 青鹿毛 | 父の父Halo 1969 黒鹿毛                                                     | Cosmah                                                                     | Almahmoud                                                                  |                  |
| 父 * サンデーサイレンス Sunday Silence 1986 青鹿毛 | 父の母Wishing Well 1975 鹿毛                                               | Understanding                                                              | Promised Land                                                              | Promised Land    |
| 父 * サンデーサイレンス Sunday Silence 1986 青鹿毛 | 父の母Wishing Well 1975 鹿毛                                               | Understanding                                                              | Pretty Ways                                                                |                  |
| 父 * サンデーサイレンス Sunday Silence 1986 青鹿毛 | 父の母Wishing Well 1975 鹿毛                                               | Mountain Flower                                                            | Montparnasse                                                               | Montparnasse     |
| 父 * サンデーサイレンス Sunday Silence 1986 青鹿毛 | 父の母Wishing Well 1975 鹿毛                                               | Mountain Flower                                                            | Edelweiss                                                                  |                  |
| 母 *ダンシングキイ Dancing Key 1983 鹿毛           | 母の父Nijinsky II 1967 鹿毛                                                | Northern Dancer                                                            | Nearctic                                                                   | Nearctic         |
| 母 *ダンシングキイ Dancing Key 1983 鹿毛           | 母の父Nijinsky II 1967 鹿毛                                                | Northern Dancer                                                            | Natalma                                                                    |                  |
| 母 *ダンシングキイ Dancing Key 1983 鹿毛           | 母の父Nijinsky II 1967 鹿毛                                                | Flaming Page                                                               | Bull Page                                                                  | Bull Page        |
| 母 *ダンシングキイ Dancing Key 1983 鹿毛           | 母の父Nijinsky II 1967 鹿毛                                                | Flaming Page                                                               | Flaring Top                                                                |                  |
| 母 *ダンシングキイ Dancing Key 1983 鹿毛           | 母の母Key Partner 1976 黒鹿毛                                              | Key to the Mint                                                            | Graustark                                                                  | Graustark        |
| 母 *ダンシングキイ Dancing Key 1983 鹿毛           | 母の母Key Partner 1976 黒鹿毛                                              | Key to the Mint                                                            | Key Bridge                                                                 |                  |
| 母 *ダンシングキイ Dancing Key 1983 鹿毛           | 母の母Key Partner 1976 黒鹿毛                                              | Native Partner                                                             | Raise a Native                                                             | Raise a Native   |
| 母 *ダンシングキイ Dancing Key 1983 鹿毛           | 母の母Key Partner 1976 黒鹿毛                                              | Native Partner                                                             | Dinner Partner F-No.7                                                      |                  |
| 母系(F-No.)                                        | 7号族(FN:7)                                                                | 7号族(FN:7)                                                                | 7号族(FN:7)                                                                | [ § 3 ]          |
| 5代内の近親交配                                    | Almahmoud4×5=9.38%、Blue Swords・Bluehaze5×5=6.25%、Native Dancer5×5=6.25% | Almahmoud4×5=9.38%、Blue Swords・Bluehaze5×5=6.25%、Native Dancer5×5=6.25% | Almahmoud4×5=9.38%、Blue Swords・Bluehaze5×5=6.25%、Native Dancer5×5=6.25% | [ § 4 ]          |
| 出典                                               | 1. 2. 3. 4.                                                                | 1. 2. 3. 4.                                                                | 1. 2. 3. 4.                                                                | 1. 2. 3. 4.      |